# Intelligenta hus
Intelligenta hus är ett vardagligt uttryck för en byggnad som är utrustad med sådan teknik att den kan fatta egna beslut baserat på ett eller flera villkor. Exempelvis ett skymningsrelä som tänder belysning när det blir mörkt eller en rörelsedetektor som tänder belysning när någon rör sig framför. Ett sådant hus är inte särskilt intelligent och därför ställer man fler villkor och låter enheterna samverka för att utföra flera uppgifter. Ett intelligentare hus kan då vara utrustat med en rörelsedetektor som tänder belysningen och efter ytterligare en tid startar ventilation. Om ingen rörelse har detekterats, släcks belysningen efter en tid och även ventilationen stängs av senare.
Uttrycket Intelligenta hus uppkom i mitten på 1990-talet. Det har efterföljts av Smarta hus, Smarta Villor, Smarta Fastigheter, Intelligenta fastigheter, samtliga syftande på en snarlik funktion.

## Funktioner i intelligenta fastigheter
En mycket vanlig funktion i intelligenta bostäder (villor) är kom-hemknapp och gå-utknapp. Detta används för att göra boendet komfortabelt.
Funktionerna är också ofta uppkopplade så de är styrbara från distans.